# Bitch Slap
Bitch Slap este un film american din 2009, regizat de Rick Jacobson.